# الموو (تنسی)
الموو(به انگلیسی: Alamo) شهری در ایالت تنسی کشور ایالات متحده آمریکا است که جمعیت آن در سرشماری سال ۲۰۱۰ میلادی، ۲٬۴۶۱ نفر بوده‌است.